# The Savage
The Savage (bra: Trágica Emboscada) é um filme de faroeste estadunidense de 1952, dirigido por George Marshall  para a Paramount Pictures. 

## Elenco
- Charlton Heston...Jim Aherne, Jr./ Cocar de Guerra
- Susan Morrow...Tally Hathersall
- Peter Hansen... Tenente Weston Hathersall
- Joan Taylor...Luta
- Richard Rober...Capitão Arnold Vaughant
- Don Porter...Cão corredor
- Ted de Corsia...Iron Breast
- Ian MacDonald...Chefe Águia Amarela
- Milburn Stone...Cabo Martin
- Angela Clarke...Pehangi
- Michael Tolan...Long Mane
- Howard Negley...Coronel Robert Ellis
- Orly Lindgren - Jim Aherne, Jr. (quando menino)

## Sinopse
Em 1868, o menino Jim Aherne Jr. se torna o único sobrevivente quando a caravana em que viajava é atacada pelos índios Crows. O ataque se deu nas proximidades de Black Hills, território dos Siouxs que são inimigos dos Crows. O chefe Sioux Águia Amarela chega para combater os Crows e vê quando Jim atira em um deles. Impressionado, resolve adotá-lo como seu filho, dando-lhe o nome de Cocar de Guerra. Quando cresce, Jim é convocado pelos Siouxs para ir até o Forte Duane e investigar se os soldados pretendem quebrar o tratado de paz e invadirem Black Hills, transferindo os índios para reservas. No forte, porém, Jim se torna amigo do tenente Weston e da irmã dele, Tally, além do cabo Martin. A amizade com os brancos faz com que Jim relute em manter sua lealdade a seu pai adotivo indígena e salvar o Forte Duane que está cercado pelos Siouxs.